# Najveća priča ikad ispričana (1965.)
Najveća priča ikad ispričana (eng. The Greatest Story Ever Told), američki kršćanski film iz 1965. Film govori o životu i djelovanju Isusa Krista, Božjeg sina i utemeljitelja suvremenog kršćanstva.

## Radnja
Sveta tri kralja slijedili su Betlehemsku zvijezdu od Partskog Carstva do Jeruzalema, gdje ih je pozvao kralj Herod Veliki, zabrinut zbog biblijskih proročanstava o Mesiji koji će doći i spasiti ljude. Doznavši da prorok Mihej spominje Betlehem, ondje šalje Tri kralja i svoje stražare da ih slijede. Kraljevi ondje nalaze vjenčani par, Mariju i Josipa, koji polažu novorođenog sina Isusa u štalicu. Kraljevi daruju malom Isusu zlato, tamjan i smirnu. Nakon toga, Josipu se objavi anđeo koji mu savjetuje da pobjegne s Marijom i Isusom u Egipat, gdje će ostati sve do Herodove smrti.
Vojnici obavijeste Heroda o rođenju, pa on da pogubiti svu novorođenčad; međutim, ubrzo nakon toga umire, a Sveta obitelj se vraća iz Egipta u Nazaret. U Jeruzalemu izbija proturimska pobuna, nakon čega Judeju preuzima rimski guverner, a Herodov sin Antipa postaje tetrarh Galileje. Godinama kasnije, na rijeci Jordan tajanstveni pustinjak Ivan Krstitelj krsti Židove i poziva na pokajanje. Nakon krštenja, Isus odlazi u pustinju gdje ga Sotona triput stavlja na kušnju, ali uz Božju pomoć Isus ostaje čvrst i priprema se za svoje javno djelovanje.
Isus se vraća u pustinju i govori Ivanu da odlazi u Galileju. Pridružuje mu se četvero apostola: Andrija, Petar, Ivan i Juda Iškariotski. Tijekom odmora pod mostom Isusove prispodobe privuku novog sljedbenika, Jakova. Isus posjećuje Lazara, Mariju i Martu. Lazar bi se htio pridružiti Isusu, ali nije mogao ostaviti svoju obitelj i dom. Apostolima se priključuje i Jakovljev brat, carinik Matej, a Isus nastavlja podučavati i izvoditi čuda. Svećenički glavari i farizeji žele se riješiti Ivana i Isusa, dok guverner Poncije Pilat želi samo očuvati mir. Herod naredi Ivanovo uhićenje zbog propovijedi o Mesiji; Isusa o tome obavijesti novi apostol, Šimun Kanaanac.
Isusova slava širi se na tri kontinenta, a pridružuju mu se dva nova apostola: Toma i Juda Tadej. Svećenici nastavljaju istragu o Isusu, a Herod razmišlja o Ivanovu ubojstvu, na što ga potiče supruga Herodijada, privlačna preljubnica koju je preoteo bratu. Isus se vraća u Kafarnaum na poziv Jakova Zebedejeva, gdje susreće preljubnicu Mariju Magdalenu i ženu koju dodir njegove odjeće smjesta izliječi. Herod doznaje od Ivana za Isusov bijeg i naredi Ivanovo ubojstvo, a idući dan doznaje za Isusov govor na Gori i mnoga druga čuda. Tijekom odmora Petar govori da je Isus Krist, sin Boga živoga, a Isus ga zbog njegove vjere imenuje crkvenim poglavarom.
U Nazaretu, rulja odbija povjerovati u Isusa i umalo ga kamenuje kad se nazove sinom Božjim. Nakon Lazarove smrti Isus ga oživi, a potom istjera trgovce iz hrama. Isus poučava u hramu, a rimski vojnici pokušavaju doći do njega i pritom ubijaju vjernike koji ga štite. Na Posljednjoj večeri Isus ustanovi Euharistiju i moli na gori, a zatim ga vojnici uhićuju uz Judinu pomoć. Kajfa ispituje Isusa i odvede ga Pilatu, koji ga nevoljko osuđuje na smrt. Isus biva razapet na križu i pokopan u grob Josipa Arimatejskog, ispred kojeg farizeji postave stražare zbog straha da će apostoli ukrasti tijelo.
Trećeg dana od smrti, Isus uskrisava i vraća se u život. Farizeji su šokirani i ne vjeruju Kajfinim tvrdnjama da će za nekoliko tjedana sve biti zaboravljeno. Pred svojim sljedbenicima Isus uzlazi na nebo i obećava kršćanima da će biti uz njih u sve dane, do svršetka svijeta.

## Uloge
| - Max von Sydow kao Isus Krist - Dorothy McGuire kao sveta Marija - Charlton Heston kao Ivan Krstitelj - Claude Rains kao Herod I. Veliki - José Ferrer kao Herod Antipa - David McCallum kao Juda Iškariotski | - Telly Savalas kao Poncije Pilat - Martin Landau kao Kajfa - Donald Pleasence kao Sotona - Michael Anderson Jr. kao Jakov Pravedni - Roddy McDowall kao sveti Matej - Joanna Dunham kao Marija Magdalena |

## Vanjske poveznice
- Najveća priča ikad ispričana u internetskoj bazi filmova IMDb-a
- Najveća priča ikad ispričana u filmskoj bazi podataka AllMovie